# مارتا اگرواری
مارتا اگرواری (به مجاری: Márta Egerváry) زادهٔ ۲۴ مارس ۱۹۴۳ شناگر اهل مجارستان است.